# Serrat de Terradet
El Serrat de Terradet és una muntanya de 732 metres que es troba al municipi de Pinell de Solsonès, a la comarca catalana del Solsonès.